# FIFA World Player of the Year 1992
L’edizione 1992 del FIFA World Player, 2ª edizione del premio calcistico istituito dalla FIFA, fu vinta dall'olandese Marco van Basten (Milan).
A votare furono 71 commissari tecnici di altrettante Nazionali.